# 鷺洲大橋
鷺洲大橋（原名南三岛大桥）是中华人民共和国广东省湛江市南三島第二條大橋。極大縮短了吳川到南三的時間，同時方便廣州、珠三角回到島上時間近一個小時。